# Scream (album Chrisa Cornella)
Scream – trzeci solowy album Chrisa Cornella. Wydany został 9 marca 2009. Określany jest jako nowy rozdział w karierze artysty, do tej pory wokalisty kojarzonego wyłącznie z muzyką rockową. Płytę promował singiel "Part of me".

## Lista utworów
1. Part of me - 5:14
2. Time - 4:39
3. Sweet Revenge - 4:10
4. Get Up - 3:35
5. Ground Zero - 3:09
6. Never Far Away - 5:06
7. Take Me Alive - 4:36
8. Long Gone - 5:15
9. Scream - 6:14
10. Enemy - 4:35
11. Other Side of Town - 4:48
12. Climbing Up the Walls - 4:48
13. Watch Out - 4:02
14. Two Drinks Minimum - 3:03 (utwór dodatkowy)

## Pozycja na listach
| Lista                   | Pozycja |
| ----------------------- | ------- |
| Austria Albums Top 75   | 47      |
| Canadian Albums Top 100 | 13      |
| Denmark Albums Top 40   | 30      |
| Dutch Albums Top 100    | 61      |
| Finnish Albums Chart    | 18      |
| OLiS                    | 32      |
| Swiss Albums Top 100    | 28      |
| UK Albums Top 75        | 70      |
| U.S. Billboard 200      | 10      |
| World Albums Top 40     | 35      |